# Begrebsrealisme
Begrebsrealismen er en opfattelse med rødder i middelalderen, som går ud på, at almenbegreber har en selvstændig eksistens ved siden af enkelttingene. Denne opfattelse kan ses som en modsætning til nominalisme. Opfattelsen er inspireret af Platons lære om ideerne og kan ses som en variant af denne.